# Lorenz Polster
Lorenz „Lori“ Polster (* 6. März 1896 in Wien; † 15. Februar 1977 in Krems an der Donau) war ein österreichischer Fußballspieler und -trainer. Als Spieler kam er vor 1918 bei den Wiener Erstligavereinen Amateure (1913/14), Hertha (1914/15) und WAF (ab 1915/16) als linker Flügelstürmer zum Einsatz.
Nach 1918 arbeitete er in Böhmisch-Leipa, in Teplitz, für den Dresdner Sportklub sowie für Preussen Krefeld und betätigte sich auch erfolgreich als Fußballtrainer. Anfang 1925 kehrte er nach mehrjährigem Auslandsaufenthalt nach Wien zurück und spielte erneut für Hertha. Anschließend setzte er seine Trainertätigkeit in Deutschland noch über ein Vierteljahrhundert fort, bevor er im Sommer 1950 den Salzburger AK übernahm.